# I. Bernard Cohen
Ierome Bernard Cohen (Far Rockaway, Long Island, 1 de março de 1914 — Waltham, Massachusetts, 20 de junho de 2003) foi um cientista e historiador norte-americano.

## Prémios e honrarias
- Prémio Bowdoin (1941)
- Medalha George Sarton (1974)[2]
- Prémio Pfizer (1986)[3]
- Bolsa Guggenheim

## Publicações
Em português
- Cohen, I. Bernard, Westfall, Richard S. (Orgs.). Newton: textos, antecedentes, comentários. Rio de Janeiro: Contraponto. 524 p.

Em inglês
- 1956 - Franklin and Newton: An Inquiry into Speculative Newtonian Experimental Science and Franklin's Work in Electricity as an Example thereof
- 1981 - The Newtonian Revolution (ISBN 978-0-521-22964-7)
- 1981 - Studies on William Harvey (ISBN 978-0-405-13866-9)
- 1985 - Revolution in Science (ISBN 978-0-674-76777-5) - Prémio Pfizer 1986
- 1985 - Album of Science: From Leonardo to Lavoisier, 1450-1800 (ISBN 0-68-415377-7)
- 1985 - The Birth of a New Physics (ISBN 0-393-01994-2)
- 1990 - Benjamin Franklin's Science (ISBN 0-674-06658-8)
- 1994 - Interactions: Some Contacts between the Natural Sciences and the Social Sciences (ISBN 0-262-03223-6)
- 1995 - Science and the Founding Fathers: Science in the Political Thought of Jefferson, Franklin, Adams, and Madison (ISBN 0-393-03501-8)
- 1996 - Newton: Texts Backgrounds Commentaries (Norton Critical Editions) (ISBN 0-39-395902-3)
- 1999 - Howard Aiken: Portrait of a Computer Pioneer (History of Computing) (ISBN 0-262-03262-7)
- 1999 - The Principia: Mathematical Principles of Natural Philosophy (Translator) (ISBN 0-520-08816-6)
- 1999 - Introduction to Newton's 'Principia' (ISBN 1-583-48601-1)
- 2000 - Isaac Newton's Natural Philosophy (Editor) (ISBN 0-262-02477-2)
- 2002 - The Cambridge Companion to Newton (Editor) (ISBN 0-521-65177-8)
- 2005 - The Triumph of Numbers: How Counting Shaped Modern Life (ISBN 0-393-05769-0)